# Suka Rakyat (Rantau)
Suka Rakyat is een bestuurslaag in het regentschap Aceh Tamiang van de provincie Atjeh, Indonesië. Suka Rakyat telt 1187 inwoners (volkstelling 2010).